# La Croix-Valmer
La Croix-Valmer ist eine französische Gemeinde mit 3832 Einwohnern (Stand 1. Januar 2022) an der Mittelmeerküste (Côte d’Azur) im Département Var in der Region Provence-Alpes-Côte d’Azur. Die Gemeinde liegt auf der Halbinsel von Saint-Tropez. La Croix-Valmer liegt zwischen Le Lavandou im Westen und Saint-Tropez im Osten.
Ursprünglich zum Gebiet der benachbarten Gemeinde Gassin gehörig, erreichte sie am 6. April 1934 ihre kommunale Eigenständigkeit.

## Lage
La Croix-Valmer liegt südlich des Maurenmassivs beim Cap Camarat nahe der N 98, 880 Kilometer südlich von Paris, 70 Kilometer östlich von Toulon und 75 Kilometer westlich von Nizza.

## Persönlichkeiten
- Klaus Harpprecht (1927–2016), deutscher Journalist und Buchautor, der in La Croix-Valmer lebte und starb
- Renate Lasker-Harpprecht (1924–2021), deutsch-französische Autorin und Journalistin, die in La Croix-Valmer lebte und starb